# 이주민 영화제
이주민 영화제(Migrant World Film Festival, MWFF)는 이주민들의 권리에 집중하고 연대하고 선주민과의 경계를 넘어서기 위해 개최되는 대한민국의 영화제이다. 이주민방송MWTV에서 개최한다. 2006년 제1회에 처음에는 이주 노동자 영화제라는 이름으로 시작되었다가 2010년부터는 현재의 이름 이주민 영화제로 정착되었다.
이주노동자와 이주민이 주체가 되는 영화를 통해 이주노동자와 이주민, 원주민 관객 사이의 이해와 화합을 통해 한국사회의 문화적 다양성을 모색하기 위해 시작되었다.

## 역대 영화제
- 제1회 이주민 영화제
- 제2회 이주민 영화제
- 제3회 이주민 영화제
- 제4회 이주민 영화제
- 제5회 이주민 영화제
- 제6회 이주민 영화제
- 제7회 이주민 영화제
- 제8회 이주민 영화제
- 제9회 이주민 영화제
- 제10회 이주민 영화제
- 제11회 이주민 영화제
- 제12회 이주민 영화제
- 제13회 이주민 영화제